# Piedad de la Cruz
Tomasa Ortiz Real, conocida en la vida religiosa como Piedad de la Cruz (Bocairente, Valencia, 12 de noviembre de 1842 – Alcantarilla, Murcia, 26 de febrero de 1916) fue una monja española, fundadora de la Congregación de Salesianas del Sagrado Corazón de Jesús. Fue beatificada el 21 de marzo de 2004.

## Biografía
La inclinación religiosa de Tomasa se hizo patente desde su niñez, llegando a pasar oculta tres días orando en una de las cuevas de Bocairente.[cita requerida]
En 1866, tras la muerte de su madre, la familia se traslada a Canals. 
Tomasa, ayudada por sus hermanas Antonia y Mariana, abre su primera escuela,[¿cuándo?] y se dedican a ayudar a los pobres y enfermos.[cita requerida] En 1874 ingresa en las Carmelitas de la Caridad de Vich (Barcelona). Aún novicia, se[¿quién?] afirma que predijo la epidemia de cólera que azotaría la Ciudad Condal,[cita requerida] adonde es trasladada junto a sus compañeras para asistir a los enfermos (véase: Pandemias de cólera en España).
Tomasa contrae la enfermedad, abandonando el noviciado. Permanece en Barcelona, trabajando como obrera textil y viviendo en una humilde pensión. Debido a su condición, decide acogerse como huésped-empleada al Colegio de las Madres Mercedarias de la Enseñanza, donde imparte clases durante seis años y medio.
En el mes de marzo de 1881 sale de Barcelona con las Constituciones y el hábito de las Carmelitas de Vich. Le acompañan tres postulantes, con las que alcanza finalmente la huerta murciana. Con el beneplácito del obispado de Cartagena, funda una familia religiosa dedicada a la atención de los muchos pobres, enfermos y huérfanos a causa de la Riada de Santa Teresa.
En Puebla de Soto, a apenas un kilómetro de Alcantarilla, funda la primera comunidad de Terciarias Carmelitas, dedicada a la educación de niñas pobres y al cuidado de los enfermos.
En 1886 funda la segunda, en la localidad albaceteña de Caudete. Sor Aguasvivas será la primera superiora de esta comunidad.
En 1887 trasladó la primera comunidad de Terciarias Carmelitas en Alcantarilla, que posteriormente, en 1890, se convertiría en la Congregación de Salesianas del Sagrado Corazón de Jesús.
Las religiosas de Caudete, animadas y sostenidas por los Padres Carmelitas Descalzos de aquella villa, deciden trasladar la Casa Madre a Caudete y fundar una nueva congregación; las Hermanas de la Virgen María del Monte Carmelo, bajo la protección del obispo de Orihuela.[cita requerida]
En agosto de 1890, las hermanas de Caudete llegan a Alcantarilla y se llevan a las novicias.
El 8 de septiembre de 1890, Madre Piedad de la Cruz funda la Congregación de Salesianas del Sagrado Corazón de Jesús, tomando como patrón a San Francisco de Sales.
Se fundan 25 casas en las provincias de Albacete, Alicante, Burgos, Madrid, Valencia y Murcia.
En febrero de 1916 la Madre Piedad cae gravemente enferma. Muere a los 73 años.

## Beatificación
El 21 de marzo de 2004 la Madre Piedad de la Cruz fue beatificada en Roma por su santidad el papa Juan Pablo II.